# Curio rowleyanus

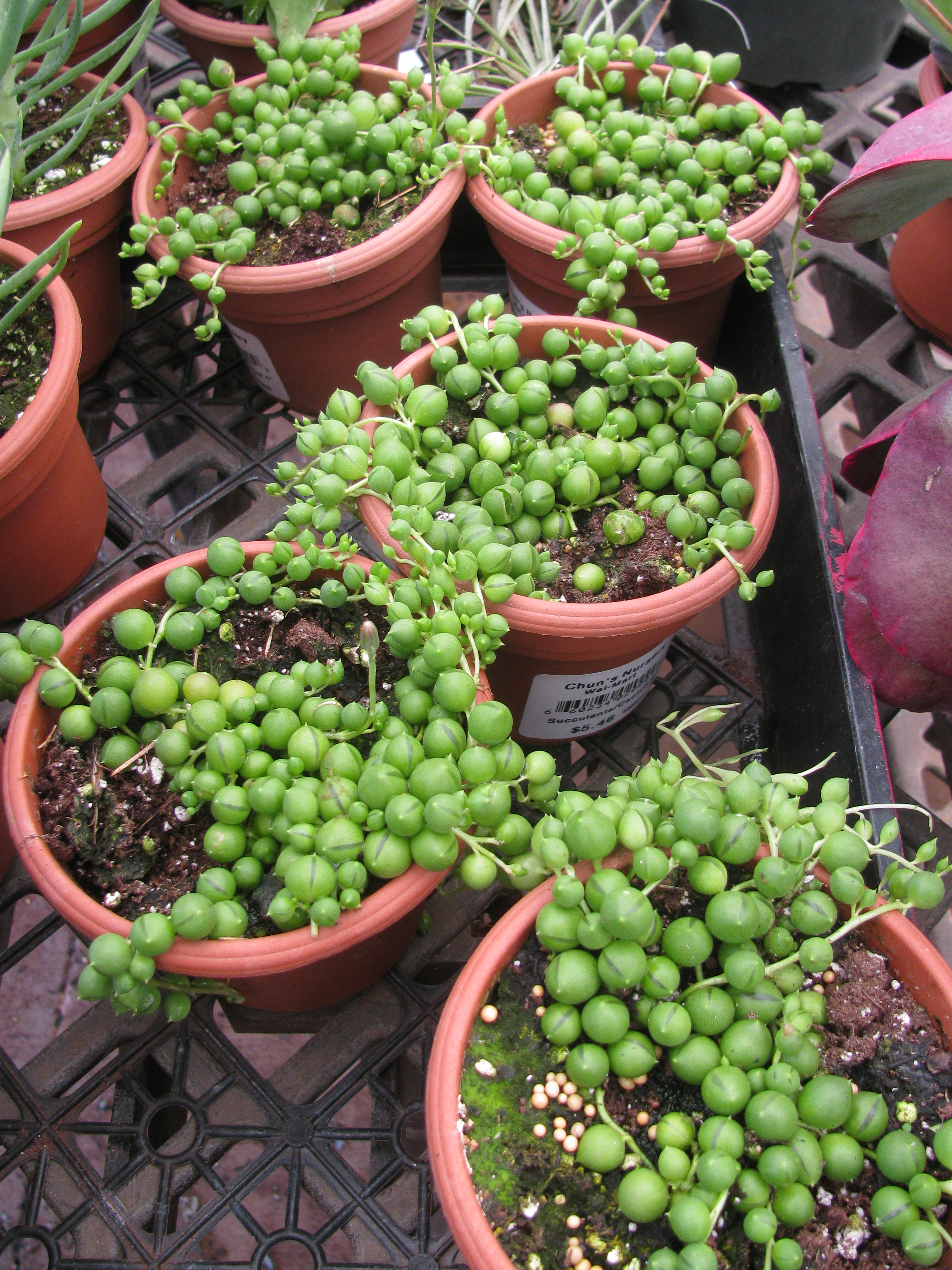
Vista de la planta

Curio rowleyanus, llamado comúnmente bolitas colgantes o planta rosario, es una especie de plantas de la familia de las asteráceas.  

## Descripción
Nativa del sudoeste de África, esta crasa perenne forma tapices rastreros que enraízan en los nudos. Las hojas son esféricas y miden 6 mm de diámetro. Las flores blancas y como margaritas, de 12 mm de diámetro, brotan sobre pedúnculos de 35 mm en verano. Esta planta se cultiva extensamente en cestas colgantes, con tallos péndulos de hojas grises que parecen cuentas.

## Taxonomía
La especie fue descrita iniciamente como Senecio rowleyanus por Hermann Johannes Heinrich Jacobsen y publicado en National Cactus and Succulent Journal 23(2): 30, en 1968, actualmente, es tanto un sinónimo como el basónimo de esta. Finalmente, sería transferida al género Curio por Paul V. Heath en Calyx. Sutton under Whitestone Cliffe 6(2): 55, en 1999.

#### Etimología
Ver: Curio
rowleyanus: epíteto otorgado en honor del botánico británico Gordon Douglas Rowley (1921 – 2019), especialista en cactáceas y suculentas.